# Exposition lumineuse
Pour les articles homonymes, voir Exposition.
L’exposition lumineuse, ou lumination, est une grandeur photométrique exprimant la quantité physique totale de lumière visible (pondérée de l’efficacité lumineuse spectrale) appliquée à une surface pendant un temps d’exposition donné.
Elle est notée :
où :
- E est l’éclairement lumineux (exprimé en lux) ;
- t est le temps de pose (exprimé en secondes) ;
- H est l’exposition lumineuse.

L’exposition lumineuse H est donc mesurée en lux-seconde (symbole « lx⋅s »), qui est une unité dérivée du Système international (SI).

## Exposition radiométrique
L’exposition radiométrique a une définition équivalente, sachant que l’éclairement énergétique en W⋅m−2 est appelé irradiance : elle s’exprime alors en J⋅m−2, une autre unité dérivée du Système international (SI).

## Exposition d'un film
L'exposition usuellement considérée en photographie est celle nécessaire à impressionner un film dont la sensibilité est (en première approximation) celle de l'œil humain. Dans ce but, l'exposition radiométrique objective est pondérée par l’efficacité lumineuse spectrale, parce que c'est (en première approximation) la sensibilité du film.
Si l'exposition est celle d'un film sensible à des longueurs d'onde différentes, il convient de pondérer l'exposition radiométrique par la distribution spectrale de sa sensibilité.
De même, s'il s'agit par exemple de mesurer l'exposition ayant fait passer les couleurs d'un rideau ou d'une affiche, l'exposition lumineuse sera un bon indicateur de l'exposition radiométrique, parce qu'en première approximativement les deux seront proportionnelles ; mais l'exposition qui a réellement conduit les couleurs à passer se situe plus vers l'ultra-violet. L'efficacité lumineuse spectrale pertinente est alors plutôt celle de la vision scotopique (nocturne)[Information douteuse].